# Isaac de Brauw
Isaac de Brauw' (’s-Hertogenbosch, 10 november 1784 – 17 februari 1871, Amsterdam) was arts en burgemeester van Woerden.
De Brauw trouwde in 1811 met Gerritje Ten Noever, en kreeg in 1822 een zoon.
De Brauw studeerde aan de Leidse Universiteit, waar hij in 1811 promoveerde als medicinae doctor, en in 1812 verhuisde hij naar Woerden. Hier ging hij de voormalige praktijk van stadsdokter Jan Pieter Bredius runnen. In 1816 werd De Brauw benoemd als gemeenteraadslid, en in 1824 werd hij wethouder. In 1826 werd hij vervolgens burgemeester.
Omdat een wijziging in de gemeentewet van 1851 het moeilijk maakte om zijn werkzaamheden als arts te combineren met het burgemeesterschap van Woerden, stopte De Brauw als burgemeester, en werd hij verkozen tot raadslid in de gemeenteraad. Deze functie bekleedde De Brauw tot op 85-jarige leeftijd. 
Ook als arts was De Brauw landelijk bekend door zijn vertalingen en publicaties over vaccinaties. Daarnaast was hij lid van meerdere medische genootschappen.

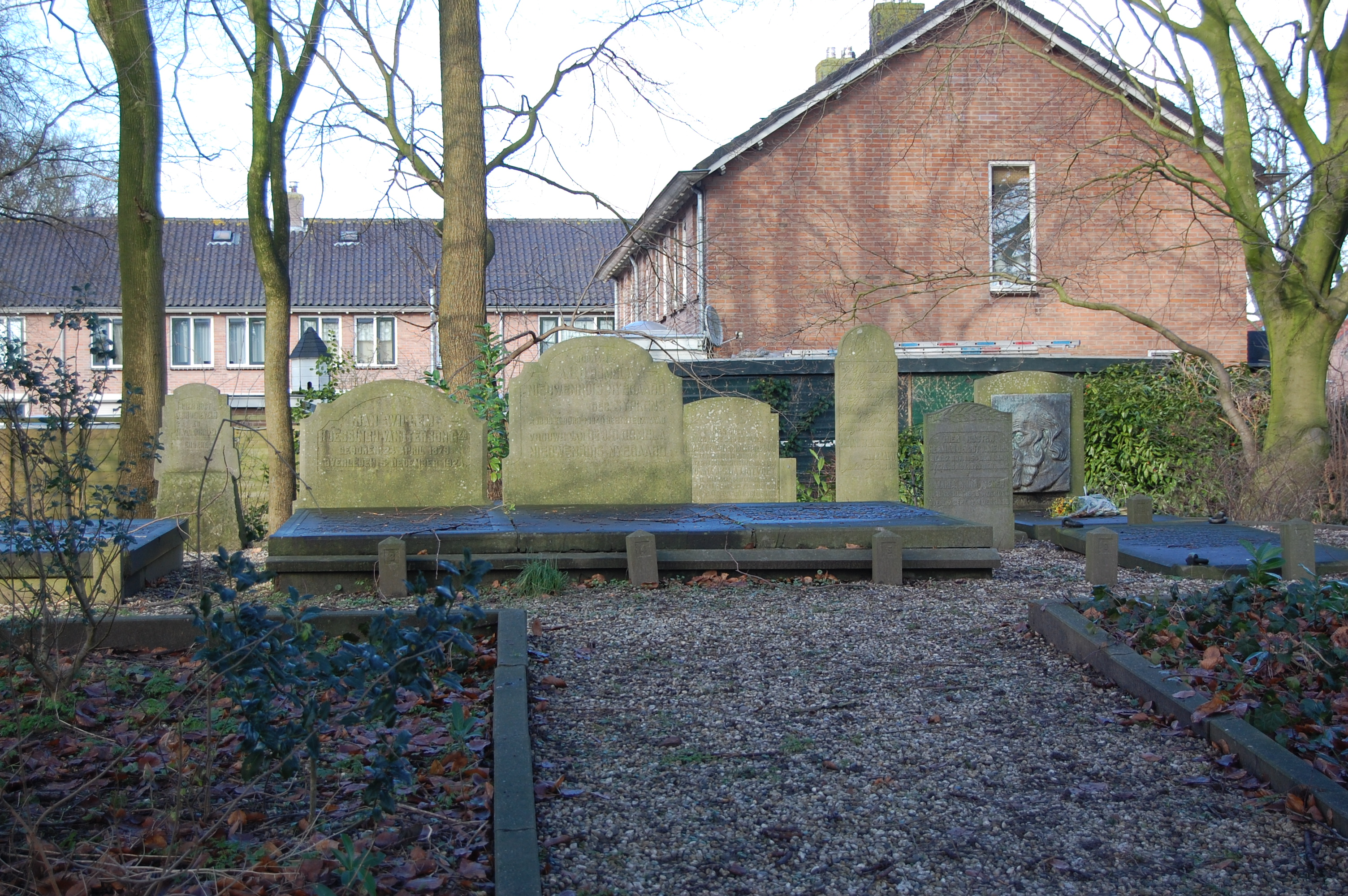
Begraafplaats in De Brauwstraat in Woerden

De Brauw werd begraven op de particuliere begraafplaats van de familie Groeneveld in Woerden. Deze begraafplaats bestaat anno 2020 nog steeds, en is gelegen in de naar Isaac de Brauw vernoemde De Brauwstraat. 